# Закон Гейгера — Неттола
Закон Гейгера-Неттола — експериментально встановлений зв'язок між періодом напіврозпаду {\displaystyle \alpha }-радіактивних ядер,
{\displaystyle T}, та енергією
{\displaystyle \alpha }-частинки.
Закон було встановлено в 1911 році Гансом Гейгером
та Джоном Неттолом. Математичне формулювання закону має такий вигляд:
{\displaystyle \ln T={\frac {D}{\sqrt {E}}}+c},
де {\displaystyle D}, {\displaystyle c} — деякі сталі.
Теоретичне обґрунтування закону дав у 1928 році Георгій Гамов.
За допомогою закону Гейгера-Неттола можна визначати період напіврозпаду ядер, для яких його пряме вимірювання за деяких причин ускладнено.